# シャーク湾
シャーク湾（Shark Bay）は、オーストラリア・西オーストラリア州の西海岸中央部ガスコイン地域に存在する湾である。1991年よりユネスコの世界遺産（自然遺産）に登録されている。

## 概要
東京都と千葉県を合わせたぐらいの広さで、水深2mと浅く、穏やかな湾である。湾の浜は、全て5mの厚さの貝殻で埋め尽くされている。湾周囲の陸地には荒涼とした乾いた風景が広がり、植生はアカシアが優占種の乾燥エレマ地域とユーカリが優占種のオーストラリア南西部の2つのエコリージョンからなる。ここで暮らせるのはシロオビネズミカンガルー、コシアカウサギワラビー、シマウサギワラビー、グールドニセマウス、ニシシマバンディクートやトカゲなど乾燥に適応した動物ばかりである。人間が住みつけなかったことで、自然の豊かさを維持できている。
ウーラメル・シーグラス・バンクには水生顕花植物の海草の巨大な藻場が、ハメリン・プール海洋自然保護区には現生のストロマトライトがある（化石ではなく、生きたものが現存する）。ストロマトライトは最初に地上に上がった生命体で、32億年程前にはすでに存在していたと言われている。冬の気温は15℃ほどだが水温は20℃以上あることから、ジュゴン、サメ（ジンベイザメ）、ウミガメ（アオウミガメ、アカウミガメ）、イルカ（ハンドウイルカ、ミナミハンドウイルカ）、エイ（オニイトマキエイ）などが群生し、インド洋から南極海へ移動するザトウクジラやミナミセミクジラも立ち寄る。

## 登録された保護区
- フライデー島（Friday Island）
- バーニア島（Bernier Island）
- ドア島（Dorre Islands）
- チャーリー島（Charlie Island）
- スモール諸島（Small Islands）
- コックス島（Koks Island）
- フランソワ・ペロー国立公園（Francois Perou National Park）
- シャーク・ベイ海洋公園（Shark Bay Marine Park）
- シェル・ビーチ保護公園（Shell Beach Conservation Park）
- ズイトドープ自然保護区（Zuytdorp Nature Reserve）
- ハメリン・プール海洋自然保護区（Hamelin Pool Marine Nature Reserve）
- モンキー・マイア保護区（Monkey Mia Reserve）
- ハメリン・プール/イースト・フォア・アイランド・ハイロー・ウォーター・マーク（Hamelin Pool/East Faure Island High-Low Water Mark ）

## 登録基準
この世界遺産は世界遺産登録基準のうち、以下の条件を満たし、登録された（以下の基準は世界遺産センター公表の登録基準からの翻訳、引用である）。
- (7) ひときわすぐれた自然美及び美的な重要性をもつ最高の自然現象または地域を含むもの。
- (8) 地球の歴史上の主要な段階を示す顕著な見本であるもの。これには生物の記録、地形の発達における重要な地学的進行過程、重要な地形的特性、自然地理的特性などが含まれる。
- (9) 陸上、淡水、沿岸および海洋生態系と動植物群集の進化と発達において進行しつつある重要な生態学的、生物学的プロセスを示す顕著な見本であるもの。
- (10) 生物多様性の本来的保全にとって、もっとも重要かつ意義深い自然生息地を含んでいるもの。これには科学上または保全上の観点から、すぐれて普遍的価値を持つ絶滅の恐れのある種の生息地などが含まれる。